# Amphisbaena slevini
Amphisbaena slevini är en ödleart som beskrevs av  Schmidt 1936. Amphisbaena slevini ingår i släktet Amphisbaena och familjen Amphisbaenidae. IUCN kategoriserar arten globalt som otillräckligt studerad. Inga underarter finns listade i Catalogue of Life.